# Coloma Mas Calafat
Coloma Mas Calafat, nascuda el 1884 a Llucmajor, Mallorca, i traspassada al mateix lloc el 1929, fou una glosadora mallorquina.
De Coloma Mas només s'ha conservat una elegia, composta de 33 cançons i 182 versos, dedicada a la memòria del seu difunt marit, que duu per títol Cansons de sa mort d'en Gabriel Tomas alias Passarell i fou transcrita el 1907 per la poetessa Maria Antònia Salvà.